# The Wings of War
The Wings of War è il diciannovesimo album in studio del gruppo thrash metal statunitense Overkill, pubblicato nel 2019.

## Tracce
1. Last Man Standing – 5:49
2. Believe in the Fight – 5:03
3. Head of a Pin – 5:56
4. Bat Shit Crazy – 4:33
5. Distortion – 6:09
6. A Mother's Prayer – 3:58
7. Welcome to the Garden State – 4:42
8. Where Few Dare to Walk – 5:25
9. Out on the Road-Kill – 4:41
10. Hole in My Soul – 4:47

## Formazione
- Bobby Blitz Ellsworth – voce
- D. D. Verni – basso, cori
- Dave Linsk – chitarra
- Derek The Skull Tailer – chitarra
- Jason Bittner – batteria